# Holomelina choriona
Holomelina choriona är en fjärilsart som beskrevs av Tryon Reakirt 1864. Holomelina choriona ingår i släktet Holomelina och familjen björnspinnare. Inga underarter finns listade i Catalogue of Life.